# Frontière entre la Chine et la Mongolie
La frontière entre la Chine et la Mongolie délimite les territoires de la république populaire de Chine et ceux de la Mongolie.

## Caractéristiques
D'une longueur totale de 4 677 km, cette frontière est l'une des plus longues du monde. Elle débute à l'extrémité ouest de la Mongolie au tripoint occidental Chine - Mongolie - Russie (49° 10′ N, 87° 49′ E) avant de prendre une direction générale vers le sud-est, puis l'est et le nord-est.

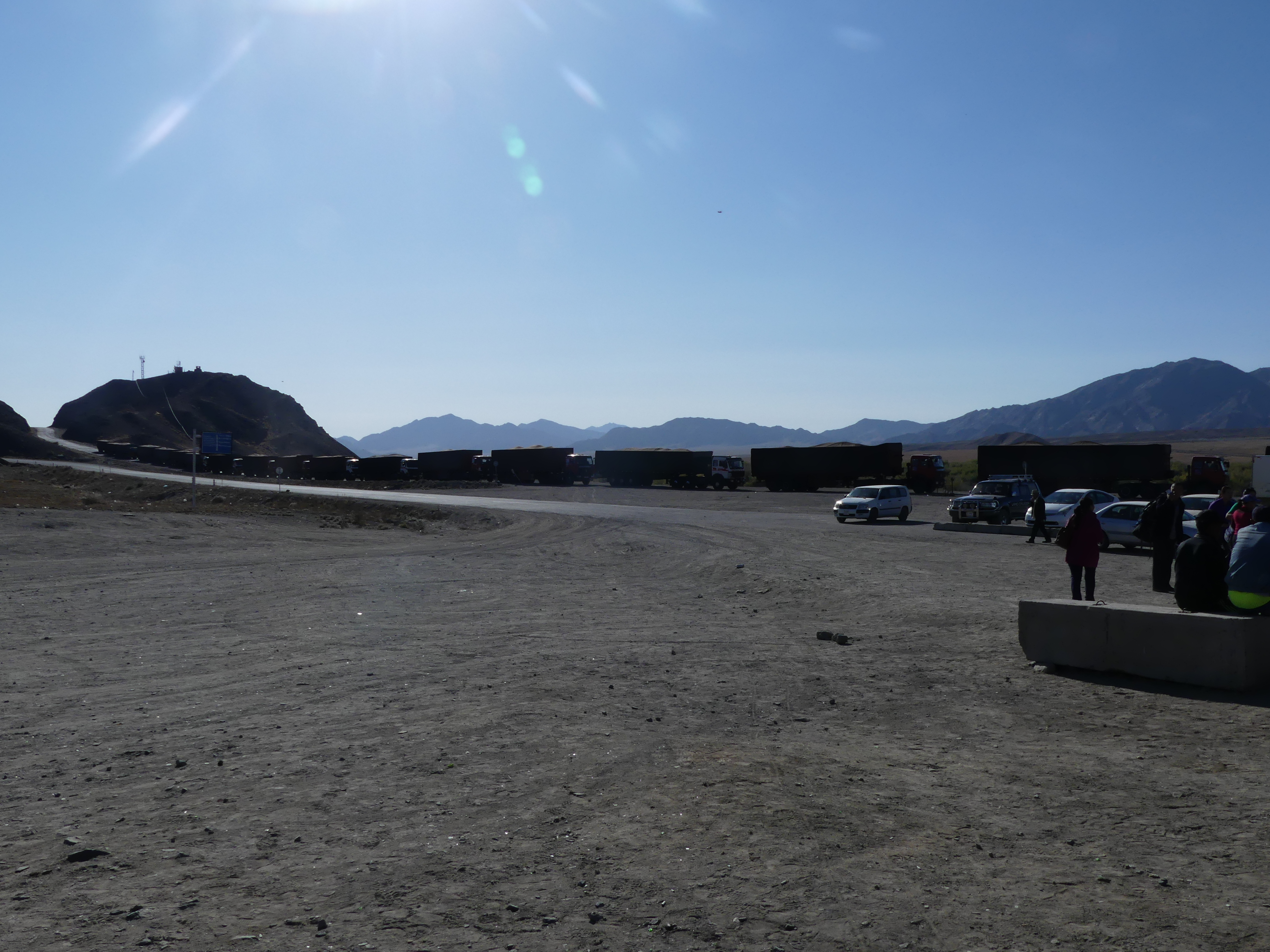
Des camions attendent pour franchir la frontière terrestre entre la Mongolie et la Chine à proximité de Burenkhairkhan, Mongolie.

Au niveau de l'extrémité orientale de la Mongolie, la frontière repart vers l'ouest, puis vers le nord avant de rejoindre le tripoint oriental Chine - Mongolie - Russie (49° 51′ N, 116° 41′ E).
Dans l'ouest, un seul point de passage est ouvert également aux touristes à pied ou en véhicule : Bulgan (Burenkhairkhan, Mongolie). La frontière est ouverte à 9h le matin et parfois plusieurs heures d'attente sont nécessaires pour la franchir.

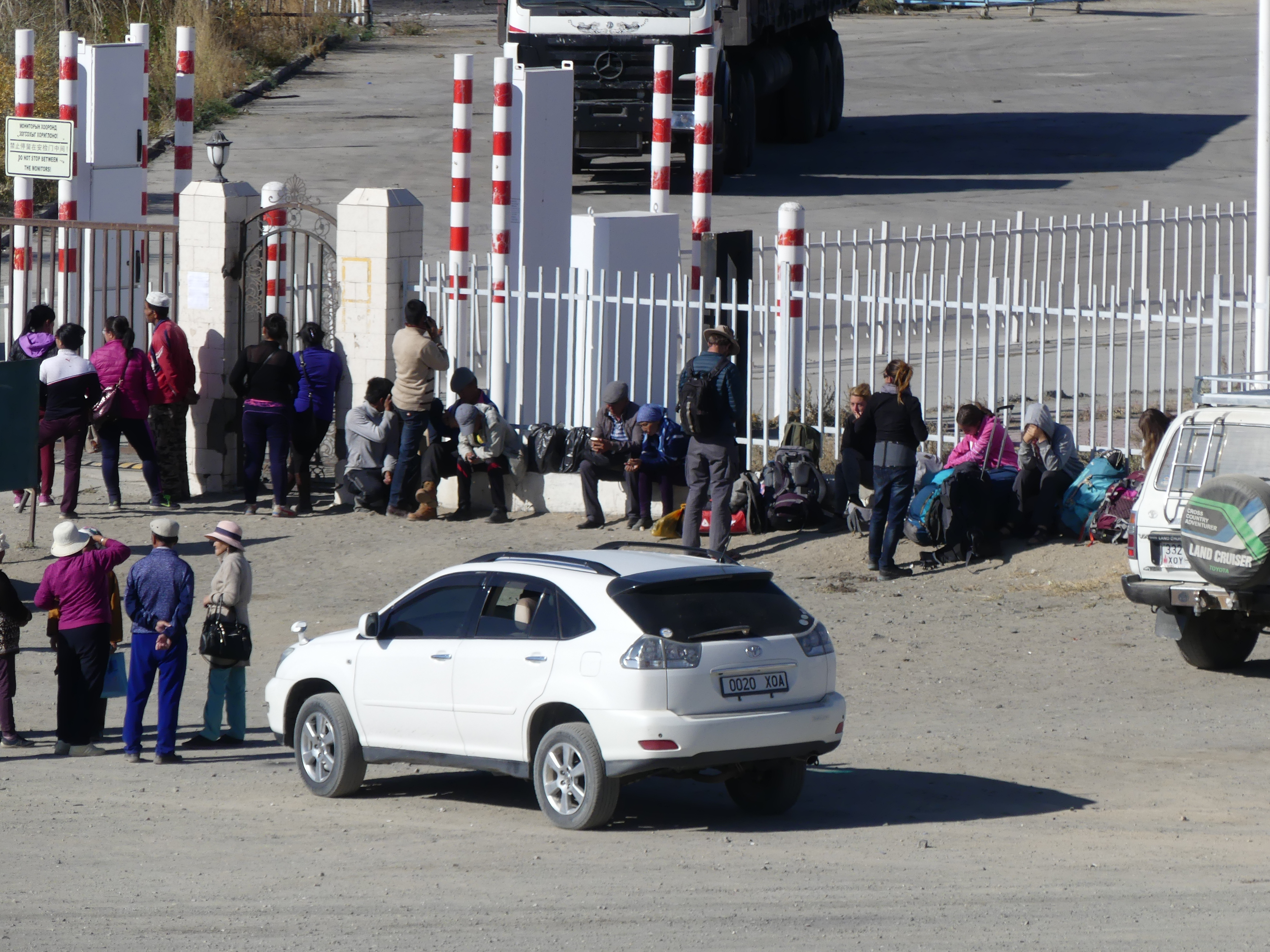
La frontière terrestre entre la Mongolie et la Chine à proximité de Burenkhairkhan, Mongolie. Des personnes attendent pour traverser.

## Régions frontalières
- En Chine :
  - Mongolie-Intérieure
  - Gansu
  - Xinjiang

- En Mongolie :
  - Bayanhongor
  - Bayan-Ölgiy
  - Dornod
  - Dornogovi
  - Govi-Altay
  - Hovd
  - Ömnögovi
  - Sühbaatar